# فرامپول
فرامپول (به لاتین: Frampol) یک شهر و گمینا در لهستان است که در گمینا فرامپول واقع شده‌است. فرامپول ۴٫۶۷ کیلومتر مربع مساحت و ۱٬۴۳۳ نفر جمعیت دارد و ۲۴۵ متر بالاتر از سطح دریا واقع شده‌است.